# Nehan
Le nehan (ou nihan ou nissan) est une des langues de Nouvelle-Irlande, parlée par 6 500 locuteurs dans la province de Bougainville (île de Nissan). Il comprend deux dialectes, le nehan proprement dit et le pinipel (pinipin), qui ne sont pas étroitement reliés à d'autres langues.